# Maria Cicherschi Ropală
Maria Cicherschi căsătorită Ropală (uneori cu grafia Cickersky) (n. 1881 – d. 1973) a fost un medic român, cadru didactic universitar de Medicină legală la Facultatea de Medicină din Iași, prima femeie medic legist din lume.

## Biografie
Maria Cicherschi s-a născut în 1881 la Iași, fiind fiica Eleonorei Andoniu (fiica lui Dimitrie Andoniu) și a lui Frantz Cicherschi. S-a căsătorit cu doctorul Emil Ropală și au avut o fiică, Carmen Ropală - Gasparovici (1911-1992).
Maria Ropală a absolvit Liceul de Fete „Oltea Doamna” din Iași în 1902 și a urmat cursurile Facultății de Medicină din același oraș. A obținut titlul de „Doctor în medicină” în 1907 cu teza „Contribuțiuni la studiul biologic al criminalității feminine sub aspect medico-legal” realizată sub conducerea profesorului George Bogdan. În 1919 a fost numită asistent la Catedra de Medicină legală a Facultății de Medicină din Iași. A urmat stagii de perfecționare la Paris cu profesorii Victor Balthazard (medicină legală) și Henri Claude⁠(fr)[traduceți] (psihiatrie legală) devenind prima femeie medic legist din Europa.
După întoarcerea în țară a fost numită șef de lucrări și medic legist al Tribunalului Iași. A participat la elaborarea primului tratat de medicină legală al profesorului Bogdan.
Maria Cicherschi Ropală a fost membră a Societății Franceze de Medicină Legală.